# Los Angeles Lakers 2010-2011
La stagione 2010-11 dei Los Angeles Lakers fu la 62ª nella NBA per la franchigia.

## Roster
| N° | Naz.                   | Ruolo | Sportivo         | Anno | Alt. | Peso |
| -- | ---------------------- | ----- | ---------------- | ---- | ---- | ---- |
| 1  | Stati Uniti (bandiera) | A     | Joe Smith        | 1975 | 208  | 102  |
| 2  | Stati Uniti (bandiera) | G     | Derek Fisher     | 1974 | 185  | 91   |
| 3  | Stati Uniti (bandiera) | A     | Devin Ebanks     | 1989 | 206  | 98   |
| 4  | Stati Uniti (bandiera) | A     | Luke Walton      | 1980 | 203  | 107  |
| 5  | Stati Uniti (bandiera) | G     | Steve Blake      | 1980 | 191  | 78   |
| 7  | Stati Uniti (bandiera) | A     | Lamar Odom       | 1979 | 208  | 104  |
| 9  | Stati Uniti (bandiera) | A     | Matt Barnes      | 1980 | 201  | 103  |
| 10 | Stati Uniti (bandiera) | C     | Trey Johnson     | 1984 | 196  | 99   |
| 12 | Stati Uniti (bandiera) | G     | Shannon Brown    | 1985 | 193  | 93   |
| 15 | Stati Uniti (bandiera) | A     | Ron Artest       | 1979 | 201  | 118  |
| 16 | Spagna (bandiera)      | A     | Pau Gasol        | 1980 | 213  | 113  |
| 17 | Stati Uniti (bandiera) | C     | Andrew Bynum     | 1987 | 213  | 129  |
| 18 | Slovenia (bandiera)    | G     | Saša Vujačić     | 1984 | 201  | 88   |
| 24 | Stati Uniti (bandiera) | G     | Kobe Bryant      | 1978 | 198  | 93   |
| 45 | Stati Uniti (bandiera) | G     | Derrick Caracter | 1988 | 206  | 125  |
| 50 | Stati Uniti (bandiera) | C     | Theo Ratliff     | 1980 | 208  | 107  |

## Staff tecnico
- Allenatore: Phil Jackson
- Vice-allenatori: Jim Cleamons, Frank Hamblen, Brian Shaw, Chuck Person
- Vice-allenatori speciali: Kareem Abdul-Jabbar, Craig Hodges
- Preparatore atletico: Gary Vitti

## Pre-Season
| # | Partita                               | Risultato | Spettatori |
| 1 | L.A. Lakers - Minnesota Timberwolves  | 92 – 111  | 18.689     |
| 2 | Barcellona - Los Angeles Lakers       | 92 – 88   | 16.236     |
| 3 | Sacramento Kings - Los Angeles Lakers | 95 – 98   | 15.134     |
| 4 | Denver Nuggets - Los Angeles Lakers   | 95 – 102  | 16.304     |
| 5 | Utah Jazz - Los Angeles Lakers        | 99 – 94   | 15.690     |
| 6 | Utah Jazz - Los Angeles Lakers        | 82 – 74   | 15.625     |
| 7 | G.S. Warriors - Los Angeles Lakers    | 120 – 99  | 11.150     |
| 8 | G.S. Warriors - Los Angeles Lakers    | 102 – 105 | 10.556     |

## Risultati
| # | Data       | Partita                               | Risultato | Spettatori |
| 1 | 26 ottobre | L.A. Lakers - Houston Rockets         | 110 - 112 | 18.997     |
| 2 | 29 ottobre | Phoenix Suns - Los Angeles Lakers     | 114 - 106 | 18.422     |
| 3 | 31 ottobre | L.A. Lakers - Golden State Warriors   | 107 - 83  | 18.997     |
| 4 | 2 novembre | L.A. Lakers - Memphis Grizzlies       | -         | -          |
| 5 | 3 novembre | Sacramento Kings - Los Angeles Lakers | -         | -          |